# Беларусь (радиостанция)
Радио «Беларусь» (бел. Радыё «Беларусь») — белорусская международная государственная радиостанция. Входит в состав Белтелерадиокомпании.

## История
«Радио Беларусь» вещает в международных коротковолновых диапазонах с 11 мая 1962 года. Первоначально передачи транслировались на белорусском языке. В 1985 году было запущено вещание на немецком языке, а в 1998 году стали вещать русская и английская версии. С 2006 года радио начало вещание на польском языке, а в 2010 году — на французском и испанском языках.
С 1 апреля 2016 года станция прекратила вещание на коротких, средних и длинных волнах.
Радиостанция ведёт круглосуточное вещание на девяти языках в УКВ диапазоне, через спутник HotBird, а также в Интернете. Программы Радио «Беларусь» с радиопередающей станции в Калл-Крекеле (Германия), можно принамать на территории Австрии, Бельгии, Великобритании, Голландии, Германии, Испании, Люксембурга, Норвегии, Польши, Финляндии, Франции, Швейцарии, Швеции, северных территориях Алжира и Туниса.

## О радио
В программах Радио «Беларусь»:
- новостные и информационно-аналитические выпуски;
- радиовстречи с государственными, политическими, общественными и религиозными деятелями; учёными, писателями и музыкантами, мастерами искусства и народного творчества; спортсменами;
- программы об истории, культуре, духовных ценностях белорусского народа.

Приоритетным направлением музыкальной политики является популяризация лучших образцов народной, классической и современной белорусской музыки.
3 января 2005 года Радио «Беларусь» начало вещание в Интернете на английском языке в режиме реального времени 5 часов в сутки, сейчас это 22 часа в сутки двумя блоками на английском, немецком, французском, испанском, польском, китайском и арабском языках.

## Передачи
- «Новости дня»
- «Белорусская инициатива»
- «Есть тема!»
- «Эхо недели»
- «Поколение Next»
- «Европейский вектор»
- «Экономический пульс»
- «МИД: новости, анализ, комментарий»
- «В центре Европы»
- «Автострада»
- «Беларусь в глобальной политике»
- «Народная дипломатия»
- «Деловая жизнь»
- «Гражданское общество»
- «Контуры сотрудничества»
- «Беларусь в развитии: политико-экономические реалии»
- «Спортивная панорама»
- «Белорусский хай-тек»

## Ведущие
- Наум Гальперович
- Вячеслав Лактюшин
- Дмитрий Заневский
- Григорий Митюшников
- Марина Драгина
- Евгений Ковальчук
- Павел Лазовик
- Ольга Блажевич
- Наталия Бинкевич
- Надежда Сенько
- Юрий Кузьмич
- Екатерина Полетаева
- Александр Кравченко
- Елена Шикун
- Татьяна Пелюшкевич
- Вячеслав Матюшенко
- Виктория Бондаренко
- Алена Зенчик
- Роман Нестерович
- Татьяна Максимчик
- Марина Савицкая
- Татьяна Гаргалык
- Евгений Калечиц
- Инна Бондарович
- Виктория Петкевич

## Частоты
Радиостанция ранее вещала на коротких волнах (6,155, 7,255 и 11,73 МГц), а с 2005 года вещает через Интернет. С 2007 года и в FM-диапазоне через сеть передатчиков в приграничных областях Белоруссии:
| Населённый пункт | Частота, МГц | Начало вещания   |
| ---------------- | ------------ | ---------------- |
| Брест            | 106,2        | 20 сентября 2007 |
| Гродно           | 95,7         | октябрь 2007     |
| Свислочь         | 104,4        | 29 сентября 2007 |
| Браслав          | 106,6        | лето 2007        |
| Геранены         | 99,9         | 2008             |
| Мядель           | 102,0        | 2008             |
|                  |              |                  |

## Языки
Радио «Беларусь» вещает на следующих языках:
| белорусский | с 1962 года |
| немецкий    | с 1985 года |
| русский     | с 1998 года |
| английский  | с 1998 года |
| польский    | с 2006 года |
| французский | с 2010 года |
| испанский   | с 2010 года |
| китайский   | с 2013 года |
| арабский    | с 2017 года |